# Ламли, Карен
Карен Ламли (англ. Karen Lumley; 28 марта 1964, Барнсли, Йоркшир и Хамбер — 25 мая 2023) — политический деятель Британской консервативной партии. Была избрана членом парламента от Реддича в Вустершире на всеобщих выборах в мае 2010 года, когда она победила бывшего министра внутренних дел Джеки Смит. Она ушла на всеобщих выборах в июне 2017 года.

## Ранняя жизнь и образование
Ламли родилась 28 марта 1964 года в Барнсли. Она выросла в графстве Уорикшир, в городке Рагби. Её раннее образование было в Средней Школе Рагби для девочек (англ. Rugby High School for Girls) а затем в колледже Восточного Уорикшира.

## Политическая карьера
Ламли была заместителем председателя Валлийских молодых консерваторов с 1986 по 1987 год и руководителем группы округа Рексхэм-Мейлор с 1991 по 1996 год. Она также работала в совете графства Клуид с 1993 по 1996 год и в городском совете Реддич с 2001 по 2003 год.
Ламли безуспешно баллотировалась в округе Делин в 1997 году и на уровне Национального собрания в 1999 году. На всеобщих выборах 2001 и 2005 годов она безуспешно баллотировалась в округе Реддич, прежде чем получила место на всеобщих выборах 2010 года, победив бывшего лейбористского министра внутренних дел Джеки Смит.
Ламли была одним из 175 депутатов, проголосовавших против Закона о браке (однополые пары) 2013 года в марте 2013 года, который легализовал однополые браки в Англии и Уэльсе.
Ламли сказала, что, хотя она поддерживала гражданские партнёрства, она чувствовала, что законопроект изменит значение брака и что её решение будет поддержано большинством её избирателей. Ламли занимала своё место на выборах в мае 2015 года.
Ламли заявила, что поддерживает голосование за выход из Европейского Союза на референдуме в марте 2016 года. Ламли прокомментировала, что этот шаг восстановит суверенитет Соединенного Королевства.
В Палате общин Ламли входила в состав Финансового комитета с июля 2015 года. Ранее она входила в состав Специального комитета по делам Уэльса и Специального комитета по транспорту. Ламли также была парламентским личным секретарем в Министерстве здравоохранения. Ламли ушла на всеобщих выборах 2017 года из-за плохого состояния здоровья.

## Личная жизнь и смерть
Став депутатом, она жила в районе Брокхилл в Реддиче. Была замужем за Ричардом Ламли, геологом, и имела двоих детей.
Умерла после продолжительной болезни 25 мая 2023 года в возрасте 59 лет.